# Lennart Nilsson
Lennart Nilsson (Strängnäs, 24 de agosto de 1922 - 28 de janeiro de 2017) foi um fotógrafo científico sueco, conhecido pelas suas fotografias de um feto humano, dentro da barriga da mãe.

Ficou conhecido mundialmente pelas suas imagens fotográficas de um feto humano, desde a fecundação do óvulo e durante toda gravidez, inseridas no filme documentário Sagan om livet e no livro Ett barn blir till.

São ainda atribuídas a Lennart Nilsson as primeiras imagens do Vírus da Imunodeficiência Humana (HIV) e do Vírus da Síndrome Respiratória Aguda Grave (SARS). 